# Puerto Lumbreras (stacja kolejowa)
Puerto Lumbreras (hiszp. Estación de Puerto Lumbreras) – stacja kolejowa w miejscowości Puerto Lumbreras, we wspólnocie autonomicznej Murcja, w Hiszpanii. Stacja obsługuje pociągi linii C-2 Cercanías Murcia/Alicante.

## Położenie
Stacja znajduje się na linii Murcja – Águilas, na wysokości 333 m n.p.m..

## Historia
Stacja została otwarta w dniu 1 kwietnia 1890 roku z otwarciem do ruchu odcinka Almendricos-Águilas linii kolejowej z Baza przez Lorcę do Águilas. Prace zostały przeprowadzone przez angielską spółkę The Great Southern of Spain Railway Company Limited. Od 1941 roku, w wyniku nacjonalizacji sieci kolejowej w Hiszpanii stała się częścią RENFE.
Od 31 grudnia 2004 Adif jest właścicielem obiektów kolejowych.

## Linie kolejowe
- Murcja – Águilas